# Nemyrynci (hromada Teofipol)
Nemyrynci (ukr. Немиринці) – wieś na Ukrainie, w obwodzie chmielnickim, w rejonie chmielnickim, w hromadzie Teofipol. W 2001 liczyła 247 mieszkańców, spośród których 246 wskazało jako ojczysty język ukraiński, a 1 rosyjski.